# أوتو أ. لا بودي
أوتو أ. لا بودي هو شخصية أعمال وسياسي أمريكي، ولد في 11 يونيو 1865، وتوفي في 14 أكتوبر 1940. انتخب عضو جمعية ولاية ويسكونسن ‏.